# Adenanthos × cunninghamii
Adenanthos × cunninghamii es un arbusto híbrido la familia Proteaceae. Es endémica del suroeste de Australia Occidental.

## Descripción
Es erecto y extendido, creciendo hasta 1,5 m de altura. Las ramas jóvenes están cubiertas por pelos cortos y blancos, pero estos se pierden con la edad. Las hojas tienen aproximadamente 25 mm de largo. Las flores son rojas y aparecen en septiembre y octubre y nuevamente en marzo.

## Conservación
Adenanthos × cunningamii se clasifica como "Prioridad Cuatro - Rara" en el oeste de Australia Departamento de Medio Ambiente y Conservación y se ha declarado en la Lista de flora rara y Prioridad.